# Port lotniczy Kingston-Norman Manley
Port lotniczy Kingston-Norman Manley (IATA: KIN, ICAO: MKJP) – międzynarodowy port lotniczy położony 4 km na południe od Kingston. Jest jednym z największych portów lotniczych na Jamajce. Podobnie jak Port lotniczy Montego Bay, jest ośrodkiem dla Air Jamaica, a obecnie jest ośrodkiem Caribbean Airlines. Został nazwany na cześć Normana Washingtona Manleya. Istnieje ponad 130 międzynarodowych lotów tygodniowo, które wylatują z Portu lotniczego Kingston-Norman Manley. Lotnisko znajduje się na tombolo Palisadoes w zewnętrznej części Kingston Harbour.

## Linie lotnicze i połączenia
- Air Canada (Toronto-Pearson)
- Air Sunshine (Guantanamo Bay)
- Air Turks and Caicos (Providenciales)
- American Airlines (Miami)
- British Airways (Londyn-Gatwick)
- Caribbean Airlines (Antigua, Barbados, Fort Lauderdale, Miami, Montego Bay, Nassau, Nowy Jork-JFK, Orlando, Filadelfia, Port of Spain, Saint Maarten, Toronto-Pearson)
- Cayman Airways (Grand Cayman)
- Copa Airlines (Panama)
- Insel Air (Curaçao)
- Jamaica Air Shuttle (Santiago de Cuba, Port-au-Prince)
- JetBlue Airways (Fort Lauderdale [od 30 kwietnia], Nowy Jork-JFK)
- REDjet (Barbados, Port of Spain)
- Skylan Airways (Montego Bay)
- Spirit Airlines (Fort Lauderdale)
- Sunrise Airways (Port-au-Prince)
- Sunwing Airlines (Toronto-Pearson) [sezonowo]
- Virgin Atlantic Airways (Londyn-Gatwick)

### Cargo
- ABX Air (Miami)
- Amerijet International (Miami, Santiago (DR), Santo Domingo)
- Copa Airlines (Panama)
- DHL
- FedEx Express (Montego Bay)
- IBC Airways (Miami)
- Mountain Air Cargo (Miami)
- Sunrise Airways (Port-au-Prince)
- TNT Airways
- UPS Airlines